# Stesk (Červený trpaslík)
Stesk (v anglickém originále Blue) je pátá epizoda sedmé série (a celkově čtyřicátá první v rámci seriálu) britského kultovního sci-fi seriálu / sitcomu Červený trpaslík.
Scénář napsali Kim Fuller a Doug Naylor, režie Ed Bye. Epizoda byla poprvé odvysílána na kanále BBC2 14. února 1997.

## Námět
Kryton žárlí na novou členku posádky Kristinu Kochanskou. Ta doufá, že se jí podaří otevřít spojnici do paralelního vesmíru, kde na ni čeká její Dave. Listerovi se stýská po Rimmerovi a tak Kryton zkonstruuje umělou realitu sestavenou z Rimmerových vzpomínek, do níž nahlédnou všichni z party.

## Děj epizody
Kryton je nesvůj z Kristiny Kochanské, žárlí na ni. Domnívá se, že David Lister věnuje svou pozornost jí a on zůstane stranou zájmu. Stěžuje si Listerovi, že Kristina nechává dresink na poličce. Listera to nebaví poslouchat, ale Kryton pokračuje, dokud Kochanská nesvolá všechny do pilotní kabiny.
Před Kosmikem se vine kometa. Lister věří, že kometou dokážou proletět, ačkoli jej Kochanská odrazuje. Kocour si všímá nepodstatných věcí:
„Automat vyplivl všechny oříškovo-ovocné tyčinky na podlahu...všechny ty tyčinky jezdí po zemi!“
Když hrozí nebezpečí zničení celého plavidla, Lister z kometárního proudu vyletí. Kristina je na něj naštvaná, protože teď nestihne dimenzionální spojnici a nedostane se ke svému Davidovi. Kontrolky ukazují přetížení.
Lister jde zkontrolovat Kosmika, aby zjistil, co by se dalo vyhodit. Omylem osloví Kocoura Rimmerovým jménem. V nákladovém prostoru společně třídí věci. Dave Lister vzpomíná na zážitky s Rimmerem. Bere do rukou jeho golfové hole a vybavuje si golfovou partičku na jednom malém měsíci. Lister odpálil míček na oběžnou dráhu. Rimmerovi stačilo k vítězství dopravit míček do jamky, což se mu nepovedlo, neboť mu David škodolibě míček schoval.
Poté Lister vzpomíná na to, jak s Rimmerem vykrádali skříňky. Je evidentní, že mu Rimmer chybí. Kryton (který mezitím přišel) poznamená, že se raději podívá po nějakých práškách. Listerovi se dokonce zdá sen, že se Rimmer vrátil. Sen končí vzájemným polibkem.
Po probuzení Lister vyhledá Krytona, aby mu pomohl od potíží. Ten chce Davidovi pustit disk s uklidňujícím obsahem, avšak omylem vloží do svého hrudního přehrávače disk s norimberským projevem Adolfa Hitlera. Vyjde s ošetřovny najít správný disk. Dovnitř vkročí Kristina Kochanská a baví se s Listerem o jeho problému. Daveovi se uleví. To nepotěší Krytona, který si Davida nárokuje.
Kocour, Lister a Kochanská se domluví, že si zahrajou nějakou hru. Oba muži nechápavě hledí na Kris, která navrhuje citace z opery Kouzelná flétna. Kochanská se zase pohoršuje nad jejich primitivní zábavou. Hry typu „Hádej, čí tělo tohle může být“, „Čí je to chlupaté lýtko“ nebo „Čí pozadí se skrývá v díře v zácloně“ ji nenadchnou. „Zábavu“ přeruší Kryton, který trojici pozve do simulační místnosti. Vytvořil totiž ze vzpomínek z Rimmerova deníku umělou realitu.
Celá posádka sedí ve vozíku, který ji po kolejích převáží jakýmsi muzeem A. J. Rimmera. Rimmerova tvář mluví o svých odvážných činech, přičemž zbytek posádky degraduje na ustrašené budižkničemy. Lister i Kocour jsou pořádně naštvaní a chtějí ven, ale Kryton slibuje nejlepší pasáž.
V ní několik Rimmerových loutek pěje sborově chvalozpěvy na Arnolda Rimmera. Po představení se vozík rozjede, projede dveřmi a s cuknutím se zastaví. Lister je vyléčený:
„Kdo se jenom slůvkem zmíní o tom vymaštěným, prolhaným, slizkým magorovi, vlastnoručně ho zabiju!“
Kryton je spokojený, jeho terapie zabrala.

## Produkce
Scénář epizody napsal Kim Fuller, Doug Naylor jej upravil, aby dobře zapadl do prostředí Červeného trpaslíka.
V epizodě „Stesk“ vystupuje po kratší odmlce opět Arnold Rimmer - ještě jako hologram. V seriálu se objevuje znovu v první částí úvodní epizody osmé série Zpátky v Červeném, zde jako člověk. Jako hologram se Rimmer vrací v trojdílné minisérii Zpátky na Zemi.

## Kulturní odkazy
- Kryton zmíní zakladatele psychoanalýzy Sigmunda Freuda. Zmíní i nacistického pohlavára Hermanna Göringa a ve scénce v lodní ošetřovně paroduje norimberský projev Adolfa Hitlera.
- Kristina Kochanská zmíní operu Kouzelná flétna W. A. Mozarta.